# Harivka, Putîvl
Harivka (în ucraineană Харівка) este un sat în comuna Zinove din raionul Putîvl, regiunea Sumî, Ucraina.

## Demografie
Componența lingvistică a localității Harivka
     Rusă (79,81%)
     Ucraineană (20,19%)
Conform recensământului din 2001, majoritatea populației localității Harivka era vorbitoare de rusă (79,81%), existând în minoritate și vorbitori de ucraineană (20,19%).